# This Dying Soul
«This Dying Soul» es la segunda canción del álbum del 2003 de Dream Theater, Train of Thought. Esta canción, fue escrita por Mike Portnoy y forma parte de su Suite de los 12 pasos, acerca de los doce pasos del programa para alcohólicos anónimos. La suite comenzó en el sexto álbum de la banda, Six Degrees of Inner Turbulence, aunque los fanes consideran que "The Mirror" del álbum Awake es un antecedente de la suite. "This Dying Soul" incluye los pasos IV y V (IV. Reflejos de la realidad; V. Liberar).Esta canción, tiene un cierto parecido con su antecesora, The Glass Prison. El comienzo de la canción las 5 primeras notas de guitarra, son las últimas cinco notas de "The Glass Prison".
Las líneas "Hello mirror, so glad to see you my friend / It's been a while" referencian a la canción "The Mirror". "Now it's time to stare the problem right between the eyes you long lost child" y "Spreading all your lies from coast to coast / While spitting on the ones that matter most" son similares a las líneas en "The Mirror" "Let's stare the problem right in the eye / It's plagued me from coast to coast / Racing the clock to please everyone / All but the one who matters the most".
Las líneas "I can't break out of this prison all alone" también están mencionadas en "The Glass Prison". Esta canción comparte un riff con "The Glass Prison".

## Movimientos
- IV. Reflections of Reality (Revisited)
- V. Release

### Banda
- James LaBrie - voz
- John Myung - bajo
- John Petrucci - guitarra
- Mike Portnoy - Batería, coros
- Jordan Rudess - Teclados

- Datos: Q3524726